# Pro Evolution Soccer 2011
Pro Evolution Soccer 2011 (oficialmente abreviado como PES 2011 e conhecido na Ásia como World Soccer: Winning Eleven 2011) é um jogo eletrônico de futebol da série Pro Evolution Soccer desenvolvido e publicado pela Konami com assistência do Blue Sky Team. O jogo foi anunciado em 9 de fevereiro de 2010 e foi lançado em 8 de outubro do mesmo ano na Europa nas plataformas PlayStation 3 e Xbox 360 e no dia 02 de novembro para Nintendo Wii, PC, PlayStation 2 e PSP. Na América Latina, o jogo foi lançado em 19 de outubro de 2010 para PlayStation 3, Xbox 360 e PC, chegando ao Brasil 5 dias depois, no dia 02 de novembro para PlayStation 2 e PSP e no dia 30 de novembro para Nintendo Wii.
A Liga dos Campeões da UEFA e a Liga Europa da UEFA são os destaques do game, que conta pela primeira vez com a presença da Supercopa Europeia e da Copa Libertadores da América, totalmente licenciadas. O primeiro trailer oficial foi divulgado em 4 de maio de 2010, que foi sucedido por um trailer da E3 de junho de 2010 mostrando as novas funcionalidades do PES. O jogo marca o retorno de Lionel Messi na capa.
Uma versão demo do PES 2011 tornou-se disponível para download em 15 de setembro de 2010 para PC e PS3, sendo que os assinantes do serviço PlayStation Plus já puderam utilizá-lo em 8 de setembro. Na versão demo, os jogadores poderão disputar partidas de 10 minutos com 4 times: FC Barcelona (time de Messi, jogador da capa), Bayern Munich (finalista da Liga dos Campeões), S.C. Internacional e C.D. Guadalajara (ambos finalistas da Libertadores).
Para incentivar a compra do jogo original, a Konami lançou também um cartão, denominado Konami Gamers Club, que foi distribuído a todos que comprarem o jogo e permitiu o acesso exclusivo a diversos extras, como vídeos, papéis de parede e jogos.

## Novidades
- Controle total: a Konami reforçou em 360° a relação dos passes, oferecendo um nível sem precedentes de controle para cada passe, chute, arremesso de lateral, tiro de meta e passes em profundidade. Isto permite aos usuários passar a bola no espaço e mover-se com total liberdade. Os jogadores poderão fazer uma pressão aos adversários para forçá-los a perder a bola.
- Chute e indicador de stamina: além do indicador genérico da força na hora do chute, o PES 2011 traz detalhes exatos da oportunidade. Correr constantemente afetará aos movimentos do jogador e resultará em um efeito adverso em suas estatísticas, com grande probabilidade de erros de passes e perda de ritmo. Os jogadores recomporão a energia perdida durante o intervalo.
- Nova posição dos defensores: agora os defensores mantém suas posições e não saem ao encontro de qualquer bola, ficando na marcação para forçar o atacante a um erro.
- Goleiros melhorados: conforme a base da liberdade total dos movimentos, os jogadores agora podem controlar mais seguidamente o goleiro. Isto permite uma rápida reposição de bola, defesas com reflexo, precisão nos tiros de meta, e distribuição da bola para gastar o tempo ou acelerar o ritmo.
- Animação e física dos jogadores: a produção do PES remodelou completamente os elementos da animação do jogo. Isto pode ser observado antes do pontapé inicial de cada jogo, com movimentos mais naturais e uma aceleração mais rápida do que nos outros jogos da saga. O físico dos jogadores também foi melhorado, fato solicitado veementemente nos fóruns de discussão do PES, sendo que empurrões e bloqueios agora parecem mais com a realidade. O ambiente do estádio fará parte também da atmosfera do jogo. Os jogadores irão se comportar realistamente quando a bola é jogada para fora ou acontece uma falta, e andarão e correrão de forma natural e individual.
- Editor de estádio: o editor de estádio lhe permitirá criar seu próprio estádio. Você poderá escolher entre a capacidade (de 1.000 a 100.000), as cores do banco, editar os painéis de publicidade, o estilo do gramado, as redes, a arquitetura e as coberturas, intensidade da luz, chão liso e grama ao redor do campo. Além disso, você pode optar por deixar as arquibancadas mais próximas ou distantes do gramado e túneis na hora da entrada. Após feito isso, você deverá configurar o seu estádio. Pode escolher o plano de fundo, com uma variedade de imagens urbanas e rurais, e também com imagens próprias ou cordilheiras semelhantes a que apareciam na inicialização de Pro Evolution Soccer 3. Com esta ferramenta, é possível criar muitos estádios e ampliar o atual número, que é de 25 (nem todos são licenciados). O número máximo de estádios que podes criar é 25, totalizando 50.
- Velocidade do jogo: o novo nível de controle total do PES 2011 faz um ritmo mais ponderado do jogo, que varia em algumas situações. Os jogadores correrão muito em contra-ataques, mas, em contrapartida, é muito difícil percorrer todo o meio de campo com um único jogador. Para isto, deve haver uma rápida troca de passes.
- Estética: O PES 2010 apresentou o melhor gráfico de todas as edições da saga e no PES 2011 está melhor ainda. A animação facial foi aprimorada, com cerca de 1000 novas opções, resultado de um trabalho de 100 horas de captura e edição de fotos. Todos os aspectos dos movimentos dos jogadores foram reformulados, com uma corrida mais natural, arremessos de laterais sem padrões default (dois jogadores marcando e dois para receberem), entre outros fatos. A aceleração e desaceleração são mais naturais ainda. A seleção brasileira não é licenciada e possui a camisa branca ou resto do uniforme todo alterado, visto que o tempo do lançamento da CBF ainda não havia liberado o uniforme oficial.
- Táticas e estratégias: o grande número de opções disponíveis na série PES proporciona uma simulação extremamente flexível, permitindo aos jogadores imporem seu modo individual de jogar em cada partida. A equipe de produção do PES implantou um novo método chamado “Drag and Drop”, onde é possível configurar todos os dados de uma equipe, e não somente a formação e os jogadores.
- Master Liga online: A Master Liga irá trazer uma novidade muito esperada pelos fãs, a de poder jogar online com os seus jogadores da Master Liga. O PES 2011 marcou a estreia do modo na forma online, onde os jogadores competem com os adversários, sendo feito um ranking dos melhores do mundo.
- Editar outras características: O PES 2011 não traz um editor de chuteiras. As chuteiras e as bolas são adicionadas automaticamente por meio de patchs, como aconteceu na edição anterior, mas de forma ainda mais reforçada. Você poderá criar jogadores, times, estádios e até ligas completas(para serem utilizadas em modo offline no Rumo ao Estrelato, Liga/Copa, Master Liga e UEFA Champions League, e criar um novo escudo para liga). Além disso, você poderá editar os escudos de cada time, mostrando a superioridade em relação ao PES 2010.

## Competições

### Ligas Internacionais
- UEFA Champions League Totalmente Licenc. (Somente para Playstation 2,Playstation 3,Xbox 360 e Windows terá pré champions league)
- UEFA Europa League Totalmente Licenc. (somente para Playstation 2 (no modo Liga Master), Playstation 3,Xbox 360 e PC)
- Supercopa da Europa Totalmente Licenc. (Somente para Playstation 3,Xbox 360 e PC)
- Copa Santander Libertadores Totalmente Licenc. (Somente para Playstation 2, Playstation 3,Xbox 360 e PC terá pré libertadores).

### Ligas Nacionais
- Liga Inglesa (Barclays Premier League) [10]
- Ligue 1 Totalmente Licenc.
- Liga Italiana (Serie A TIM)
- ErediviseTotalmente Licenc.
- Liga Espanhola (Liga BBVA Primera División de España) [11]
- Liga PES Fictícia
- Liga 2ª Div. Fictícia
- Outros Times (Europa)
- Outros (América Latina)

### Copas
- Copa Internacional (Copa do Mundo FIFA)
- Copa Européia (Campeonato Europeu de Futebol)
- Copa Africana (Campeonato Africano das Nações)
- Copa Americana (Copa América e Copa Ouro da CONCACAF)
- Copa Ásia-Oceania (Copa da Ásia e Copa das Nações da OFC)
- Copa Internacional de Clubes (Copa do Mundo de Clubes da FIFA)

## Times

### Clubes
Os clubes e ligas que seguem são apresentados na ordem em que estão dispostos no jogo.
 Liga Inglesa (Barclays Premier League)
| - North London (Arsenal) - West Midlands Village (Aston Villa)(14) - West Midlands City (Birmingham City)(11) - Lancashire (Blackburn Rovers)(11) - Booktale (Blackpool)(4) | - Middlebrook (Bolton Wanderers)(9) - London FC (Chelsea)(19) - Merseyside Blue (Everton)(11) - West London White (Fulham)(14) - Merseyside Red (Liverpool)(18) | - Man Blue (Manchester City) - Manchester United - Tyneside (Newcastle United) - The Potteries (Stoke City) - Wearside (Sunderland) | - Tottenham Hotspur - West Midlands Stripes (West Bromwich Albion) - East London (West Ham United) - Lancashire Athletic (Wigan Athletic) - Wolves (Wolverhampton Wanderers) |

 Ligue 1
| - Arles-Avignon - Auxerre - Bordeaux - Brest - Caen | - Lens - Lille - Lorient - Lyon - Olympique de Marseille | - Monaco - Montpellier - Nancy - Nice - Paris Saint-Germain | - Rennais - Saint-Etienne - Sochaux - Toulouse - Valenciennes |

 Liga Italiana (Serie A TIM)
| - Bari - Bologna - Brescia Novo - Cagliari - Catania | - Cesena Novo - Chievo Verona - Fiorentina - Genoa - Inter de Milão | - Juventus - Lazio - Lecce Novo - Milan - Napoli | - Xavrenaguel (Palermo) - Parma - Roma - Sampdoria - Udinese |

 Eredivisie
| - ADO Den Haag - Ajax - AZ - Excelsior - Feyenoord | - De Graafschap - Groningen - Heerenveen - Heracles Almelo - NAC Breda | - NEC - PSV - Roda JC - Twente - Utrecht | - Vitesse - VVV - Willem II |

 Liga Espanhola (Liga BBVA Primera División de España)
| - Almeria Novo - Athletic Club - FC Barcelona - Deportivo La Coruña - Espanyol | - Getafe Novo - Sporting Gijon Novo - Hecioguel (Hércules) - Zelvantez (Levante) - Atlético Madrid | - Real Madrid - Mlg Blanco/Azul (Málaga) - Mallorca - Pamp Rojo (Osasuna) - Racing Santander | - Sev Blanco (Sevilla) - Ssfb. Azul/Blanco (Real Sociedad) - Valencia - Villarreal - Zaragoza Novo |

Liga PES
| - Almchendolf Fict. - Ehrenhofstadt Fict. - Fineseeberg Fict. - Theeselvargen Fict. - Xakoulagos Fict. | - Herismakhgia Fict. - Marguaparrena Fict. - Serignaluca Fict. - Celuvaris Fict. - Tedloghec Fict. | - Waryamosuk Fict. - Nakhqachev Fict. - Saintragler Fict. - Blookrows Fict. - Mrabspor Fict. | - Trunecan Fict. - Nelapoltsk Fict. - Gharnetova Fict. |

Liga 2ª Div.
| - Wondengine Town Fict. - C.S. Squanoer Fict. - Ganzoraccio Fict. - FSV Sarmtonburg Fict. - Johachnaard V.V. Fict. | - S.D. Quaztolla Fict. - C.D. Raltonvegua Fict. - FC Nortovka Fict. - Cantlesir Spor Fict. - K.S. Szelawce Fict. | - Jorudberg FF Fict. - Hjorwesland BK Fict. - FK Odersteich Fict. - KVC Meirkugaurt Fict. - CS Iolceanicu Fict. | - A.C. Nitsaloskis Fict. - PES United Fict. - WE United Fict. |

Outros Times (Europa) (194)
| - RSC Anderlecht(0) - Club Brugge(0) - Dinamo Zagreb(1) - Slavia Praga(0) - Sparta Praha(4) - F.C. Copenhagen(5) - HJK Helsinki(0) - SV Werder Bremen Novo(12) - Bayern München(19) | - A.E.K. Athens F.C.(4) - Olympiacos(9) - Panathinaikos(14) - PAOK Thessaloniki(5) - Rosenborg Ballklub(5) - SL Benfica(7) - S.C. Braga(2) - FC Porto(9) - Sporting C.P.(6) | - Dinamo Bucureşti(0) - CFR Cluj(2) - Unirea Urziceni(0) - Spartak Moscow(1) - FC Rubin Kazan Novo(4) - FC Zenith St. Petersburg(4) - Celtic FC(16) - Rangers Football Club(13) - FK Crvena Zvezda(0) | - AIK(0) - FC Basel 1893(6) - Beşiktaş JK(12) - Fenerbahçe S.K.(11) - Galatasaray A.S.(12) - Shakhtar Donetsk(4) - FC Dynamo Kyiv(7) |

Outros (América Latina)(14)
| - C.A. Boca Juniors(5) | - River Plate(2) | - S.C. Internacional(7) |  |

 UEFA Champions League
| - Manchester United - Lyon - Olympique de Marseille - Internazionale Milano - Milan | - Roma - Twente - FC Barcelona - Real Madrid - Valencia | - Bayern München - Panathinaikos - SL Benfica - CFR Cluj - FC Rubin Kazan Novo | - Spartak Moscow - Rangers Football Club - Shakhtar Donetsk |

 Copa Santander Libertadores
| - Chivas de Guadalajara Novo - Monarcas Morelia Novo - Monterrey Novo - San Luis Novo - Banfield Novo - Colón Novo - Estudiantes de La Plata Novo - Lanús Novo - Newell's Old Boys Novo | - Vélez Sársfield Novo - Blooming Novo - Bolivar Novo - Real Potosí Novo - Corinthians Novo(3) - Cruzeiro Novo(3) - Flamengo Novo(1) - S.C. Internacional - São Paulo(4) - Universidad Católica Novo | - Universidad de Chile Novo - Colo-Colo Novo - Once Caldas Novo - Atlético Junior Novo - Independiente Medellín Novo - Deportivo Cuenca Novo - Emelec Novo - Deportivo Quito Novo - Cerro Porteño Novo - Libertad Novo | - Nacional Novo - Alianza Lima Novo - Juan Aurich Novo - Universitario Novo - Nacional Novo - Cerro Novo - Racing Montevideo Novo - Caracas Novo - Deportivo Italia Novo - Deportivo Táchira Novo |

Notas

Negrito – Equipes totalmente licenciadas

Novo – Equipes novas na série

Fict. – Equipes com jogares fictícios

(Número) – Numero de jogadores na equipe com face real

Observações:
- Os times da Copa Libertadores são "isolados" na versão para Xbox 360/PS3/PC do jogo. Esses times só podem ser jogados no modo "Copa Santander Libertadores"(na a versão para PC foram lançados patches não-oficiais em que libera os times da Libertadores). Nas versões para PS2/PSP, além de não poder jogar com eles no modo "Amistoso" e "Master Liga", esses times não são editáveis (ou seja, não aparecem no modo "Edit"). Só se pode fazer amistoso entre eles, ou seja, só entre times da Libertadores.
- Na Eredivisie (liga da Holanda), um time holandês veio com um uniforme verde igual ao da seleção da República da Irlanda. A Konami corrigiu o erro em 15 de outubro.
- Como nas versões anteriores, existem duas ligas com 18 times vazios (Liga PES e Liga 2ª Div.), que podem ser editadas completamente. Vem se tornando muito popular nas comunidades de PES, como resultado, a utilização deste espaço para se criar ligas que não se encontram no jogo por meio de patchs.

### Seleções Nacionais
As seguintes seleções nacionais são listadas na ordem em que aparecem no jogo.
| Europa - Áustria - Bélgica - Bulgária - Croácia - Tchéquia - Dinamarca - Inglaterra - Finlândia - França - Alemanha - Grécia - Hungria - Irlanda - Israel - Itália - Países Baixos - Irlanda do Norte - Noruega - Polónia - Portugal - Romênia - Rússia - Escócia - Sérvia Fict. - Eslováquia Fict. - Eslovênia - Espanha - Suécia - Suíça - Turquia - Ucrânia Fict. - País de Gales Fict. | África - Argélia Novo Fict. - Camarões - Costa do Marfim - Egito - Gana - Nigéria Fict. - África do Sul - Togo Fict. - Angola Fict. - Guiné Fict. - Quénia Fict. - Libéria Fict. - Líbia Fict. - Mali Fict. - Marrocos Fict. - Níger Fict. - Senegal Fict. - Tunísia Fict. América - Canadá Fict. - Honduras Fict. - México Fict. - Estados Unidos Fict. - Argentina - Brasil - Chile - Colômbia - Equador - Paraguai Fict. - Peru - Uruguai - Costa Rica Fict. - Cuba Fict. - El Salvador Fict. - Guatemala Fict. - Haiti Fict. - Jamaica Fict. - Panamá Fict. - Trinidad e Tobago Fict. - Bolívia Fict. - Venezuela Fict. | Ásia e Oceania - Austrália - China Fict. - Japão - Coreia do Norte Fict. - Arábia Saudita Fict. - Coreia do Sul - Emirados Árabes Unidos Fict. - Nova Zelândia Novo - Afeganistão Fict. - Bahrein Fict. - Brunei Fict. - Bangladesh Fict. - Irã Fict. - Iraque Fict. - Jordânia Fict. - Kuwait Fict. - Omã Fict. - Papua-Nova Guiné Fict. - Catar Fict. - Síria Fict. - Tailândia Fict. - Uzbequistão Fict. Clássicas - Inglaterra Fict. - França Fict. - Alemanha Fict. - Itália Fict. - Países Baixos Fict. - Argentina Fict. - Brasil Fict. |

Notas

Negrito – Equipes totalmente licenciadas

Novo – Equipes novas na série

Fict. – Equipes com jogares fictícios

## Estádios
- Segue a lista dos estádios (licenciados e não licenciados) presentes no PES 2011.[14]
- Existe ainda a opção "Criação de Estádio", onde se pode criar e armazenar 25 novos estádios, contudo, esta opção não está presente para PS2.

| #1~30 | Estádio                   | Nome Verdadeiro                               | Localização                  | Mandante                                                             | Outras Possibilidades                                  |
| ----- | ------------------------- | --------------------------------------------- | ---------------------------- | -------------------------------------------------------------------- | ------------------------------------------------------ |
| 1     | Old Trafford              | Licenciado                                    | Inglaterra / Manchester      | Manchester United                                                    | -                                                      |
| 2     | Wembley Stadium           | Licenciado                                    | Inglaterra / Wembley         | Seleção Inglesa de Futebol                                           | -                                                      |
| 3     | Rose Park Stadium         | Villa Park                                    | Inglaterra / Birmingham      | Aston Villa                                                          | Råsunda Ashton Gate Stadium Anfield                    |
| 4     | Bristol Mary Stadium      | Veltins-Arena                                 | Alemanha / Gelsenkirchen     | Schalke 04                                                           | Ibrox Stadium Estadio Carlos Tartiere                  |
| 5     | Blautraum Stadion         | Bielefelder Alm                               | Alemanha / Bielefeld         | Arminia Bielefeld                                                    | -                                                      |
| 6     | Camp Nou                  | Licenciado                                    | Espanha / Barcelona          | Barcelona                                                            | -                                                      |
| 7     | Santiago Bernabeu         | Licenciado                                    | Espanha / Madri              | Real Madrid                                                          | -                                                      |
| 8     | Estadio del Nuevo Triunfo | Estadio Cornellá-El Prat                      | Espanha / Barcelona          | Espanyol                                                             | -                                                      |
| 9     | Stade Louis II            | Licenciado                                    | França / Mônaco              | Mônaco                                                               | -                                                      |
| 10    | Stade de Sagittaire       | Stade de Gerland                              | França / Lyon                | Olympique Lyonnais                                                   | -                                                      |
| 11    | San Siro                  | Licenciado                                    | Itália / Milão               | Milan                                                                | -                                                      |
| 12    | Giuseppe Meazza           | Licenciado                                    | Itália / Milão               | Internazionale                                                       | -                                                      |
| 13    | Stadio Olimpico           | Licenciado                                    | Itália / Roma                | Lazio Roma                                                           | -                                                      |
| 14    | Stadio Orione             | Stadio Angelo Massimino                       | Itália / Catania             | Calcio Catania                                                       | Estádio Nacional Stadio Artemio Franchi (Siena)        |
| 15    | Estádio do Dragão         | Licenciado                                    | Portugal / Porto             | F.C. Porto                                                           | -                                                      |
| 16    | Estádio José Alvalade     | Licenciado                                    | Portugal / Lisboa            | Sporting CP                                                          | -                                                      |
| 17    | Estádio da Luz            | Licenciado                                    | Portugal / Lisboa            | Benfica                                                              | -                                                      |
| 18    | Amsterdam ArenA           | Licenciado                                    | Países Baixos / Amsterdã     | Ajax                                                                 | -                                                      |
| 19    | Ville Marie Stadium       | Estadio Azteca                                | México / Cidade do México    | Club América Seleção Mexicana de Futebol                             | Estádio do Morumbi Ernst-Happel-Stadion                |
| 20    | Estadio de Escorpião      | Estádio do Maracanã                           | Brasil / Rio de Janeiro      | Flamengo Fluminense                                                  | Azteca Jalisco                                         |
| 21    | Estádio Amazonas          | Estadio Defensores del Chaco                  | Paraguai / Assunção          | Seleção Paraguaia de Futebol                                         | -                                                      |
| 22    | Amerigo Atlantis          | Estádio Nacional de Chile                     | Chile / Santiago             | Club Universidad de Chile Seleção Chilena de Futebol                 | -                                                      |
| 23    | El Monumental             | Licenciado                                    | Argentina / Buenos Aires     | River Plate                                                          | -                                                      |
| 24    | Estadio Gran Chaco        | La Bombonera                                  | Argentina / Buenos Aires     | Boca Juniors                                                         | -                                                      |
| 25    | Estadio de Palenque       | Toyota Stadium                                | Japão / Toyota               | Nagoya Grampus                                                       | Jeonju World Cup Stadium                               |
| 26    | Saitama Stadium 2002      | Licenciado                                    | Japão / Saitama              | Urawa Red Diamonds                                                   | -                                                      |
| 27    | Konami Stadium            | Munsu World Cup Stadium ("Big Crown" Stadium) | Coreia do Sul / Ulsan        | Ulsan Hyundai FC                                                     | Stade de France Estádio Omnilife                       |
| 28    | Nakhon Ratchasima         | Busan Asiad Stadium                           | Coreia do Sul / Busan        | Busan I'Park                                                         | Estádio Internacional Rei Fahd Beira-Rio               |
| 29    | Mohamed Lewis Stadium     | Stade Mohamed V                               | Marrocos / Casablanca        | Raja Club Athletic Wydad Athletic Club Seleção Marroquina de Futebol | Stade des Martyrs Estádio La Casa Blanca Columbus Crew |
| 30    | Cuito Cuanavale           | Vodacom Park (Free State Stadium)             | África do Sul / Bloemfontein | Free State Cheetahs Bloemfontein Celtic                              | Pacaembu                                               |

## Narração e comentários
- Alemão: Wolff-Christoph Fuss e Hansi Küpper
- Espanhol: Carlos Martínez e Julio Maldonado "Maldini"
- Espanhol Latinoamericano: Christian Martinoli e Luis García.
- Francês: Grégoire Margotton e Christophe Dugarry
- Grego: Christos Sotirakopoulos e Georgios Thanailakis
- Inglês: Jon Champion e Jim Beglin
- Italiano: Pierluigi Pardo e José Altafini
- Japonês: Jon Kabira, Hiroshi Nanami e Tsuyoshi Kitazawa
- Português: Pedro Sousa e Luís Freitas Lobo
- Português Brasileiro: Silvio Luiz e Mauro Beting

## Atualizações

### Pacote de Dados 1.01
Em 12 de Outubro de 2010, a atualização incluiu mudanças no uniforme da Inglaterra e atualizou várias listas. Além disso, os clubes que se classificaram para o estágio de grupos da Champions League foram adicionados ao modo dedicado ao jogo. Uma série de uniformes de equipes também foram atualizadas de acordo com a sua utilização actual, e mais quatro chuteiras licenciadas foram incorporadas. A notícia de botas é o seguinte:
Chuteiras
- Nike CTR360 "Control"
- Nike Mercurial Vapor Superfly II "Speed"
- Nike T90 Laser III "Accuracy"
- Nike Tiempo "Touch"

Nota: Um problema que surgiu foi que o uniforme da Irlanda foi alterado para De Graafschap de Holanda. A Konami, em seguida, lançou outra atualização em 15 de outubro para corrigir esse erro.

### Pacote de Dados 2.00
Em 21 de dezembro de 2010, o download acrescenta uma série de novos itens ao jogo. 12 uniformes foram atualizados dentro do jogo, incluindo os uniformes da Irlanda, um clube holandês e cerca de 10 clubes franceses. As atualizações de clubes e de chuteiras são as seguintes:
- Maior pressão IA em determinadas situações (especialmente na passagem);
- Mudança de cursor melhorou, inclusive quando a bola é cruzada;
- Dificuldade e taxa de sucesso de Rainbow Flicks foi alterada (mais difícil);
- As taxas de transferência na Master Liga foram reformuladas;
- Você pode desativar os nomes de jogadores CPU(que localizam-se acima deles);
- Chutes foram ajustados;
- Cantos foram refinados ou alterados.

| Atualização de uniformes - AC Arles-Avignon - SM Caen - RC Lens - Olympique Lyonnais - Montpellier HSC - OGC Nice - Paris Saint-Germain - AS Saint-Etienne - Toulouse FC - Valenciennes FC - Vitesse | Chuteiras - Adidas Predator_X "Electricity" - Adidas F50 adiZero "Intense Green" - Adidas AdiPure IV "White" and "Black - Puma PowerCat 1.10 "White-Orange" - Puma v1.10 "Parachute Purple" - Umbro GT Football "White-Gunmetal" and "Black-Volt" - Mizuno Wave Ignitus - Mizuno Supersonic Wave |

### Pacote de Dados 7.00
Em 15 de março de 2011, foi liberado um novo pacote de dados com mudanças nos times e alguns novos conteúdos. Foram incluidos novas chuteiras e dois novos uniformes. Alguns novos itens são:
- Nova camisa de casa da Espanha;
- Nova camisa de visitante da Suécia;
- 10 novas chuteiras (Adidas, Nike, Puma e Umbro);
- Transferências de inverno dos clubes.

Nota: